# Cinco Negritos
Cinco Negritos är en ort i Mexiko.   Den ligger i kommunen Santa Catarina Juquila och delstaten Oaxaca, i den sydöstra delen av landet, 400 km sydost om huvudstaden Mexico City. Cinco Negritos ligger 760 meter över havet och antalet invånare är 125.
Terrängen runt Cinco Negritos är huvudsakligen kuperad, men västerut är den bergig. Runt Cinco Negritos är det ganska tätbefolkat, med 65 invånare per kvadratkilometer. Närmaste större samhälle är Santa Catarina Juquila, 18,3 km norr om Cinco Negritos. I omgivningarna runt Cinco Negritos växer huvudsakligen savannskog.